# IJsland op de Olympische Zomerspelen 1960
IJsland nam deel aan de Olympische Zomerspelen 1960 in Rome, Italië. Nadat IJsland vier jaar eerder de allereerste olympische medaille behaalde, werd er dit keer geen enkele medaille gewonnen.

## Deelnemers en resultaten

### Atletiek
| Olympiër             | Discipline               | Resultaat | Prestatie                                                   |
| -------------------- | ------------------------ | --------- | ----------------------------------------------------------- |
| Hilmar Þorbjörnsson  | 100m (m)                 | 32e       | serie 9: 4de in 10,9                                        |
| Hilmar Þorbjörnsson  | 200m (m)                 | DNS       | serie 2: niet gestart                                       |
| Svavar Markússon     | 800m (m)                 | 36e       | serie 6: 5de in 1.52,88                                     |
| Svavar Markússon     | 1500m (m)                | 20e       | serie 2: 7de in 3.47,20                                     |
| Pétur Rögnvaldsson   | 110m horden (m)          | 30e       | serie 4: 6de in 15,38                                       |
| Vilhjálmur Einarsson | verspringen (m)          | 42e       | kwalificatie groep A: 15de met 6,76m                        |
| Vilhjálmur Einarsson | hink-stap-springen (m)   | 5e        | kwalificatie groep C: 2de met 15,74m finale: 5de met 16,37m |
| Jón Pétursson        | hoogspringen (m)         | 22e       | kwalificatie: 22ste met 1,95m                               |
| Valbjörn Þorláksson  | polsstokhoogspringen (m) | 14e       | kwalificatie: 14de met 4,20m                                |
| Björgvin Hólm        | tienkamp (m)             | 14e       | 6261 punten                                                 |

### Zwemmen
| Olympiër               | Discipline          | Resultaat | Prestatie              |
| ---------------------- | ------------------- | --------- | ---------------------- |
| Gudmunður Gíslason     | 100m vrije slag (m) | 41e       | serie 5: 6de in 1.00,8 |
|                        |                     |           |                        |
| Ágústa Þorsteinsdóttir | 100m vrije slag (v) | 22e       | serie 2: 6de in 1.07,5 |

Afghanistan · Argentinië · Australië · Bahama's · België · Bermuda · Birma · Brazilië · Brits-Guiana · Bulgarije · Canada · Ceylon · Chili · Colombia · Cuba · Denemarken · Duits eenheidsteam · Ethiopië · Fiji · Filipijnen · Finland · Frankrijk · Ghana · Griekenland · Groot-Brittannië · Haïti · Hongarije · Hongkong · Ierland · IJsland · India · Indonesië · Irak · Iran · Israël · Italië · Japan · Joegoslavië · Kenia · Libanon · Liberia · Liechtenstein · Luxemburg · Malakka · Malta · Marokko · Mexico · Monaco · Nederland · Nederlandse Antillen · Nieuw-Zeeland · Nigeria · Noorwegen · Oeganda · Oostenrijk · Pakistan · Panama · Peru · Polen · Portugal · Puerto Rico · Roemenië · San Marino · Singapore · Soedan · Sovjet-Unie · Spanje · Suriname · Taiwan · Thailand · Tsjecho-Slowakije · Tunesië · Turkije · Uruguay · Venezuela · Verenigde Arabische Republiek · Verenigde Staten · Vietnam · West-Indische Federatie · Zuid-Afrika · Zuid-Korea · Zuid-Rhodesië · Zweden · Zwitserland